# Олівейра-ду-Байрру
Оліве́йра-ду-Ба́йрру (порт. Oliveira do Bairro; МФА: [o.ɫi.ˈvɐj.ɾɐ du bɐ.ˈi.ʁu], «Олівейра-Підгородня») — муніципалітет і місто в Португалії, в окрузі Авейру. Розташований у північно-західній частині країни, на теренах історичної португальської провінції Бейра. Належить до Авейрівської діоцезії Католицької церкви в Португалії. Права міського самоврядування має з 1514 року. Поділяється на 4 парафії. За адміністративним поділом, чинним до 1976 року, був складовою провінції Берегова Бейра. Площа муніципалітету — 87,32 км², населення муніципалітету — 23028 ос. (2011); густота населення — 263,72 осіб/км²
. Патрон — архангел Михаїл. Святковий день муніципалітету — 1-й понеділок після Вознесіння. Поштовий індекс — 3770.  Код місцевої адміністративної одиниці — 0114. Складова статистичного регіону Центр. Перебуває у складі великої міської агломерації Велике Авейру.

## Географія
Олівейра-ду-Байрру розташована на північному заході Португалії, на півдні округу Авейру.
Місто розташоване за 19 км на південний схід від міста Авейру.
Олівейра-ду-Байрру межує на півночі з муніципалітетом Авейру, на північному сході — з муніципалітетом Агеда, на південному сході — з муніципалітетом Анадія, на південному заході — з муніципалітетом Кантаньєде, на заході — з муніципалітетом Вагуш.

### Клімат
| Клімат Олівейра-ду-Байрру | Клімат Олівейра-ду-Байрру | Клімат Олівейра-ду-Байрру | Клімат Олівейра-ду-Байрру | Клімат Олівейра-ду-Байрру | Клімат Олівейра-ду-Байрру | Клімат Олівейра-ду-Байрру | Клімат Олівейра-ду-Байрру | Клімат Олівейра-ду-Байрру | Клімат Олівейра-ду-Байрру | Клімат Олівейра-ду-Байрру | Клімат Олівейра-ду-Байрру | Клімат Олівейра-ду-Байрру | Клімат Олівейра-ду-Байрру |
| Показник                  | Січ.                      | Лют.                      | Бер.                      | Квіт.                     | Трав.                     | Черв.                     | Лип.                      | Серп.                     | Вер.                      | Жовт.                     | Лист.                     | Груд.                     | Рік                       |
| Середній максимум, °C     | 13,5                      | 14,3                      | 16,2                      | 17,5                      | 19,6                      | 22,7                      | 24,7                      | 25,0                      | 24,0                      | 20,9                      | 16,7                      | 13,9                      | 19,1                      |
| Середня температура, °C   | 9,3                       | 10,1                      | 11,5                      | 12,9                      | 15,1                      | 18,1                      | 19,9                      | 19,8                      | 19,0                      | 16,2                      | 12,3                      | 9,9                       | 14,5                      |
| Середній мінімум, °C      | 5,1                       | 5,9                       | 6,8                       | 8,3                       | 10,6                      | 13,5                      | 15,0                      | 14,6                      | 13,9                      | 11,4                      | 7,9                       | 5,9                       | 9,9                       |
| Днів з опадами            | 14                        | 13                        | 11                        | 10                        | 9                         | 6                         | 2                         | 3                         | 6                         | 10                        | 12                        | 12                        | 108                       |
| ------------------------- | ------------------------- | ------------------------- | ------------------------- | ------------------------- | ------------------------- | ------------------------- | ------------------------- | ------------------------- | ------------------------- | ------------------------- | ------------------------- | ------------------------- | ------------------------- |
| Джерело: www.yr.no        |                           |                           |                           |                           |                           |                           |                           |                           |                           |                           |                           |                           |                           |

## Історія
1514 року португальський король Мануел I надав Олівейрі форал, яким визнав за поселенням статус містечка та муніципальні самоврядні права.

## Населення
| Кількість мешканців | Кількість мешканців | Кількість мешканців | Кількість мешканців | Кількість мешканців | Кількість мешканців | Кількість мешканців | Кількість мешканців | Кількість мешканців | Кількість мешканців | Кількість мешканців | Кількість мешканців | Кількість мешканців | Кількість мешканців | Кількість мешканців |
| ------------------- | ------------------- | ------------------- | ------------------- | ------------------- | ------------------- | ------------------- | ------------------- | ------------------- | ------------------- | ------------------- | ------------------- | ------------------- | ------------------- | ------------------- |
| 1864                | 1878                | 1890                | 1900                | 1911                | 1920                | 1930                | 1940                | 1950                | 1960                | 1970                | 1981                | 1991                | 2001                | 2011                |
| 8 381               | 8 887               | 9 140               | 9 540               | 11 598              | 11 806              | 14 362              | 15 744              | 17 242              | 16 699              | 15 279              | 17 517              | 18 660              | 21 164              | 23 028              |

## Парафії
- Буштуш
- Мамарроза
- Ойян
- Олівейра-ду-Байрру
- Паляса
- Тровішкал